# قائمة أعمال فرانز كافكا

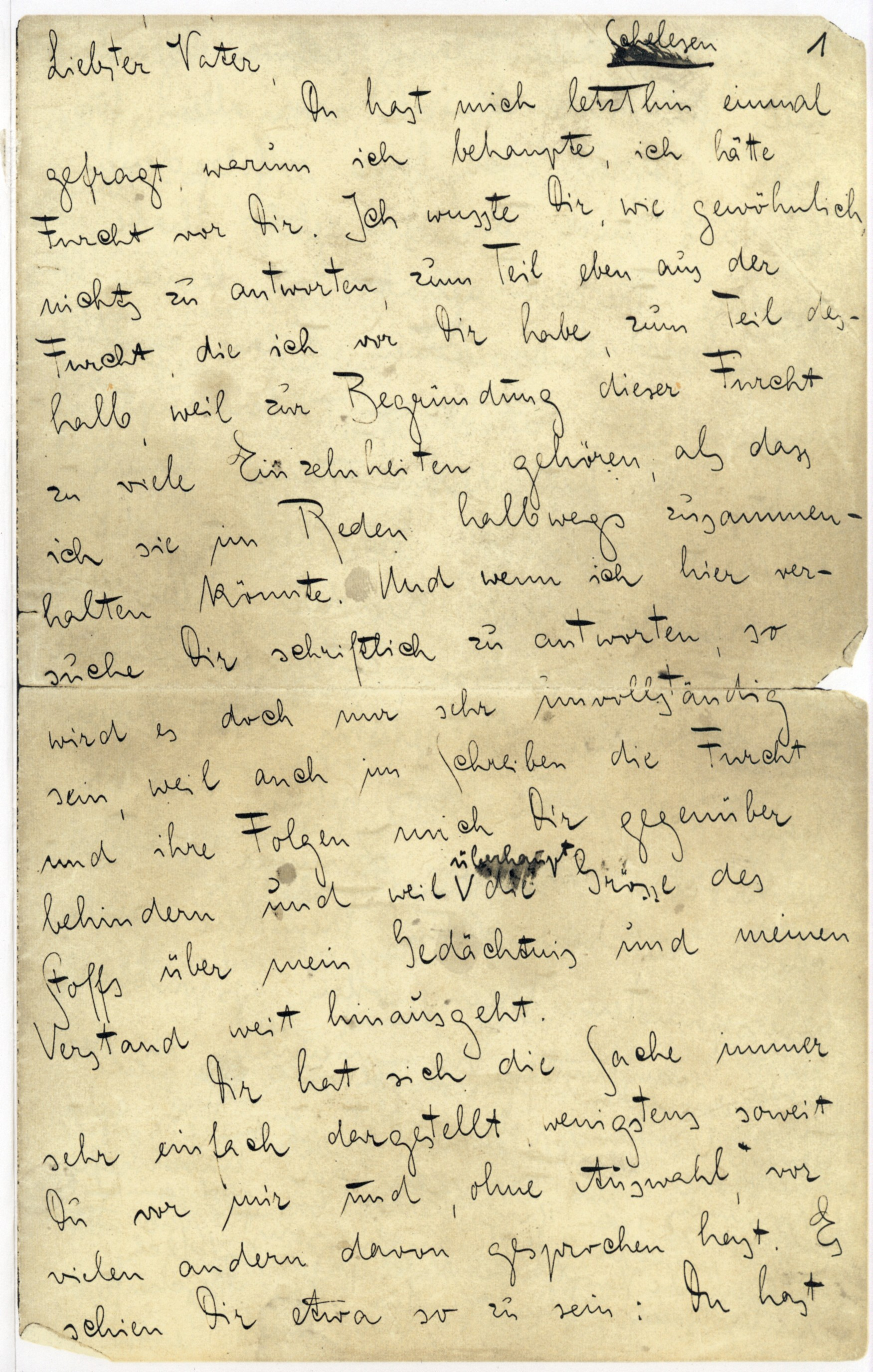
الصفحة الأولى من خطاب كافكا لوالده.

فرانز كافكا، كاتب روايات وقصص قصيرة باللغة الألمانية؛ يعتبر النقاد كافكا أحد أكثر المؤلفين نفوذًا في القرن العشرين. تدرب كافكا على المحاماة وعمل لدى شركة تأمين، ولم يكتب إلا في أوقات فراغه.

## الأدب الخيالي

### روايات
| العنوان الإنجليزي                                        | العنوان العربي                                      | الترجمات المتاحة | ملاحظات                                                              |
| ذا ترايال                                                | المحاكمة                                            | ويلا وإدوين موير (1935)؛ إدريس باري (1994)؛ بريون ميتشل (1999)؛ ديفيد وايلاي (2003)؛ ريتشارد ستوكس (2005)؛ جون ويليامز (2008)؛ مايك ميتشل (2009). | تشتمل هذه الرواية على الحكاية ذات المغزى الأخلاقي «أمام القانون».    |
| ذا كاسل                                                  | القلعة                                              | ويلا وإدوين موير (1930)؛ مارك هارمان (1998)؛ جاي. إيه. أندروود (2000)؛ أنثيا بيل (2009).                                                          | نشرت في نسختين –طبعة ماكس برود لعام 1926 و«طبعة نهائية» في عام 1951. |
| أمريكا أو: ذا مان هو ديسأبيرد؛ أمريكا: ذا ميسينغ بيرسون. | أمريكا أو: الرجل الذي اختفى؛ أمريكا: الرجل المفقود. | ويلا وإدوين موير (1938)؛ مايكل هوفمان (2004)؛ مارك هارمان (2008).                                                                                 | الفصل الأول منها هو القصة القصيرة «الوقاد».                          |

## الإصدارات والمجموعات

### الأعمال والمنشورات الأولى بالألمانية
نُشر عدد قليل فقط من أعمال كافكا خلال حياته: مجموعات القصص «التأمل» و«طبيب ريفي»، والقصص الفردية مثل «المسخ» في المجلات الأدبية. أعد المجموعة القصصية «فنان جوع» للطباعة، لكنها لم تنشر إلا بعد وفاته. نُشرت أعمال كافكا غير المكتملة، بما في ذلك رواياته «المحاكمة» و«القلعة» و«أمريكا» بعد وفاته، إذ نشر صديقه ماكس برود معظم هذه الأعمال، الذي تجاهل رغبة كافكا في تدمير مخطوطاته. نشر برود أيضًا الرسائل والمذكرات والقصص القصيرة ذات المغزى الأخلاقي.
لا تملك معظم أعمال كافكا تواريخ كتابة مؤكدة و/أو كُتبت على مدار فترات زمنية طويلة. تُستعمل سنة بداية الكتابة بمثابة عام الكتابة في مثل هذه الحالات. يُعرض عام ومكان النشر الأول. يتوفر النص الألماني للعديد من الأعمال، وتمتلك العديد من الأعمال ترجمة باللغة الإنجليزية أيضًا.

### الترجمات الإنجليزية
استفاد كافكا في كثير من الأحيان من الخصائص المميزة للغة الألمانية التي تسمح بإنشاء جمل طويلة يمكن أن تمتد في بعض الأحيان إلى صفحة كاملة؛ لذلك، تقدم جمل كافكا المعنى الرئيسي قبل نهاية الجملة مباشرة، أي يكون المعنى والهدف الذي يركز عليه كافكا في النهاية. يتحقق ذلك بسبب بناء بعض الجمل باللغة الألمانية التي تتطلب وضع الفعل في نهاية الجملة. يصعب تكرار مثل هذه التركيبات بلغات أخرى، لذا فإن الأمر متروك للمترجم واسع الحيلة لتزويد القارئ بنفس التأثير -أو على الأقل تأثيرًا مكافئًا- الموجود في النص الأصلي. لا يُعتبر ترتيب الكلمات الأكثر مرونة في اللغة الألمانية المشكلة الوحيدة في الترجمة من اللغة الألمانية إلى اللغات الأخرى. تفتقر الألمانية أيضًا إلى مضمون لغوي غير رسمي، إذ تستخدم حروف العطف المشروطة، وبناءً نحويًا يمكن ترجمته بأكثر من طريقة. لم يكتب كافكا بمعايير اللغة الألمانية الخاصة بالطبقات المثقفة، بل بالألمانية البراغية المتأثرة بشدة باللغتين اليديشية والتشيكية؛ هذا ما دفع الفيلسوفين ديلوز وغوتاري إلى وصف الأسلوب اللغوي الخاص بكافكا بأنه «غير مقيد بإقليم معين»، ويتسم بـ«المفردات الضعيفة» و«والنحو الخاطئ».
تمتلك الجمل الألمانية بنية نحوية مختلفة؛ إذ تنتهي جمل اللغة الألمانية بالفعل على عكس جمل اللغة الإنجليزية التي تضع الفعل الرئيسي للفعل المصرف في نهاية العبارة. يمكن ملاحظة هذا الاختلاف بين اللغتين بشكل جلي في الجملة الافتتاحية لكل من النسخة الألمانية الأصلية والترجمة الإنجليزية لكتاب «المسخ».